# 瑞穂町郷土資料館
瑞穂町郷土資料館（みずほまちきょうどしりょうかん）は、東京都西多摩郡瑞穂町にある郷土資料館。愛称は「けやき館」。

## 概要
- 住所:〒190-1202東京都西多摩郡瑞穂町大字駒形富士山316番地5
- 開館時間:10:00〜21:00
- 休館日:第3月曜日（祝日の場合は翌日）・年末年始・臨時休館日
- これまで瑞穂町図書館に併設されていた瑞穂町郷土資料館に代わる施設として2014(平成26)年11月16日に開館した[1]。

## 常設展示
- 常設展示のテーマは、「瑞穂の自然と歴史」となっている。

## アクセス
- JR八高線箱根ケ崎駅 下車徒歩20分、タクシー5分
- 立川バス・西武バス・都営バス「箱根ケ崎駅」下車徒歩20分
- 西武バス・瑞穂町コミュニティバス「駒形富士山」下車すぐ（箱根ヶ崎駅から5分）